# 古城岗城遗址
古城岗城遗址，位于中国广西壮族自治区灌阳县新街公社，为一个省级文物保护单位，类型为古遗址，为第二批广西壮族自治区文物保护单位，公布时间为1981年8月25日。
古城岗城遗址的历史年代为西汉。